# Jong FC Utrecht
El Jong FC Utrecht es un equipo de fútbol de los Países Bajos que juega en la Eerste Divisie, la segunda división de fútbol en el país.

## Historia
Fue fundado el 1 de julio de 1970 en la ciudad de Utrecht como el principal equipo filial del FC Utrecht, por lo que no le es permitido jugar en la Eredivisie ni en la Copa de los Países Bajos, aunque sus jugadores sí pueden participar con el primer equipo en la Eredivisie.
El club debutó en la Eerste Divisie en la temporada 2016/17, un año después de que a los equipos filiales se les permitiera formar parte de la estructura del fútbol en los Países Bajos luego de una reforma en la liga hecha por la Real Federación de Fútbol de los Países Bajos.